# Giandomenico Basso
Giandomenico Basso (ur. 15 września 1973 w Montebellunie) – włoski kierowca rajdowy. Był mistrzem Europy w latach 2006 i 2009 oraz mistrzem Włoch w 2007 roku.
W 1998 roku Basso zadebiutował w Rajdowych Mistrzostwach Świata. Pilotowany przez Flavia Guglielminiego i jadący Fiatem Seicento Sporting nie ukończył wówczas Rajdu San Remo. W 2001 roku startował w mistrzostwach świata samochodem Fiat Punto S1600 w klasie S1600. W Rajdzie Katalonii i Rajdzie Korsyki stawał na podium zajmując odpowiednio 2. i 3. pozycję. Ogółem zajął 5. miejsce w klasie S1600. W 2002 roku Basso brał udział w mistrzostwach Junior WRC. W Rajdzie San Remo zajął 2. miejsce, a w Rajdzie Katalonii i Rajdzie Wielkiej Brytanii – 3. miejsca, a w łącznej klasyfikacji zakończył zawody na 4. pozycji.
W 2006 roku Basso startując z pilotem Mitią Dottą osiągnął pierwsze większe sukcesy międzynarodowe. Startował zarówno w serii Intercontinental Rally Challenge oraz Mistrzostw Europy i wygrał obie serie. Mistrzostwo Europy zdobył dzięki zwycięstwom w takich rajdach jak: Rajd Mille Miglia, Rajd Ypres, Rajd Bułgarii i Rajd Madery. W 2009 roku ponownie wywalczył tytuł mistrza Europy. Zwyciężył wówczas w: Rajdzie Mille Miglia, Rajdzie Bułgarii, Rajdzie Madery i Rajdzie d’Antibes.
Swoje sukcesy Basso osiągał także w mistrzostwach Włoch. W 2007 roku został mistrzem kraju, a wcześniej w 2003 roku wywalczył wicemistrzostwo.

## Starty w rajdach WRC
| Sezon | Zespół             | Samochód                  | 1      | 2       | 3          | 4          | 5         | 6         | 7             | 8         | 9             | 10              | 11      | 12            | 13              | 14              | 15            | 16              | Punkty | Miejsce |
| ----- | ------------------ | ------------------------- | ------ | ------- | ---------- | ---------- | --------- | --------- | ------------- | --------- | ------------- | --------------- | ------- | ------------- | --------------- | --------------- | ------------- | --------------- | ------ | ------- |
| 1998  | Giandomenico Basso | Fiat Seicento Sporting    | Monako | Szwecja | Kenia      | Portugalia | Hiszpania | Francja   | Argentyna     | Grecja    | Nowa Zelandia | Finlandia       | NU      | Australia     | Wielka Brytania |                 |               |                 | 0      | –       |
| 1999  | Giandomenico Basso | Fiat Seicento Sporting    | 23     | Szwecja | Kenia      | Portugalia | Hiszpania | Francja   | Argentyna     | Grecja    | Nowa Zelandia | Finlandia       |         | Włochy        | Australia       | Wielka Brytania |               |                 | 0      | –       |
| 2001  | Top Run            | Fiat Punto S1600          | Monako | Szwecja | Portugalia | 16         | Argentyna | Cypr      | NU            | Kenia     | NU            | Nowa Zelandia   | NU      | 15            | NU              | Wielka Brytania |               |                 | 0      | –       |
| 2002  | Giandomenico Basso | Fiat Punto S1600          | NU     | Szwecja | Francja    | 21         | Cypr      | Argentyna | NU            | Kenia     | Finlandia     | 21              | 16      | Nowa Zelandia | Australia       | 24              |               |                 | 0      | –       |
| 2006  | Giandomenico Basso | Abarth Grande Punto S2000 | Monako | Szwecja | Meksyk     | Hiszpania  | Francja   | Argentyna | Włochy        | Grecja    | Niemcy        | Finlandia       | Japonia | Cypr          | 35              | Australia       | Nowa Zelandia | Wielka Brytania | 0      | –       |
| 2012  | Proton Motorsport  | Proton Satria Neo S2000   | NU     | Szwecja | Meksyk     | Portugalia | Argentyna | Grecja    | Nowa Zelandia | Finlandia | Niemcy        | Wielka Brytania | Francja | Włochy        | Hiszpania       |                 |               |                 | 0      |         |

## Starty w JWRC
| Sezon | Zespół             | Samochód         | 1      | 2      | 3      | 4      | 5     | 6      | 7 | 8 | 9 | Punkty | Miejsce |
| ----- | ------------------ | ---------------- | ------ | ------ | ------ | ------ | ----- | ------ | - | - | - | ------ | ------- |
| 2001  | Top Run            | Fiat Punto S1600 | ESP 2  | GRE NU | FIN NU | ITA NU | FRA 3 | GBR NU |   |   |   | 10     | 5.      |
| 2002  | Giandomenico Basso | Fiat Punto S1600 | MCO NU | ESP 3  | GRE NU | DEU 7  | ITA 2 | GBR 3  |   |   |   | 14     | 4.      |

## Starty w SWRC
| Sezon | Zespół            | Samochód                | 1      | 2   | 3   | 4   | 5   | 6   | 7   | 8   | 9 | 10 | Punkty | Miejsce |
| ----- | ----------------- | ----------------------- | ------ | --- | --- | --- | --- | --- | --- | --- | - | -- | ------ | ------- |
| 2012  | Proton Motorsport | Proton Satria Neo S2000 | MCO NU | SWE | POR | NZL | FIN | GBR | FRA | ESP |   |    | 0      |         |

## Starty w rajdach IRC
| Sezon | Zespół                               | Samochód                                   | 1      | 2     | 3     | 4      | 5      | 6      | 7      | 8      | 9      | 10    | 11  | 12  | 13 | Punkty | Miejsce |
| ----- | ------------------------------------ | ------------------------------------------ | ------ | ----- | ----- | ------ | ------ | ------ | ------ | ------ | ------ | ----- | --- | --- | -- | ------ | ------- |
| 2006  | Giandomenico Basso                   | Abarth Grande Punto S2000                  | RPA    | YPR 1 | MAD 1 | SAN    |        |        |        |        |        |       |     |     |    | 20     | 1.      |
| 2007  | Abarth & Co. SpA                     | Abarth Grande Punto S2000                  | SAF    | TUR   | YPR   | ROS    | MAD 1  | BAR    | SAN 2  | VAL    | CHI    |       |     |     |    | 18     | 5.      |
| 2008  | Abarth & Co. SpA                     | Abarth Grande Punto S2000                  | STA NU | POR 4 | YPR 6 | ROS 3  | MAD 2  | BAR NU | AST 1  | SAN 1  | VAL 6  | CHI   |     |     |    | 46     | 3.      |
| 2009  | Abarth & Co. SpA                     | Abarth Grande Punto S2000                  | MON 5  | KUR 3 | SAF   | AZO NU | YPR 8  | ROS 3  | MAD 1  | BAR NU | AST 8  | SAN   | SZK |     |    | 28     | 5.      |
| 2010  | Abarth & Co. SpA                     | Abarth Grande Punto S2000                  | MON    | KUR   | ARG   | KAN    | SAR    | YPR    | AZO    | MAD    | BAR    | SAN 7 | SZK | CYP |    | 2      | 36.     |
| 2011  | Giandomenico Basso Proton Motorsport | Peugeot 207 S2000* Proton Satria Neo S2000 | MON 9  | KAN 9 | KOR   | JAŁ NU | YPR NU | AZO    | BAR 13 | MEC NU | SAN 10 | SZK   | CYP |     |    | 5      | 27.     |

* Peugeotem 207 S2000 startował w rajdzie Monte Carlo.